# Taylor Swifts diskografi
Den amerikanska singersongwritern Taylor Swift har gett ut 11 studioalbum, 4 återinspelade studioalbum, fem EP-skivor och fyra livealbum. I maj 2021 hade Swift sålt 114 miljoner album. Under 2023 slog Swift ett flertal försäljnings- och topplisterekord. Bland annat blev hon första kvinna att ha fyra album på Billboardlistan samtidigt samt första kvinna att inneha samtliga platser på Billboards topp-10lista samtidigt.
2006 tecknade Swift skivkontrakt med Big Machine Records. Under Big Machine släppte hon debutalbumet Taylor Swift och ytterligare fem studioalbum, fem EP och ett fyrtiotal singlar. 
Swift blev den första kvinnliga soloartisten att ha fem topp 10-hits från debutalbumet sedan albumlistan publicerades första gången 1964. Hon var den bäst säljande albumartisten år 2008 i alla populära musikformat, med sammanlagt 4 003 000 sålda exemplar i USA.[källa behövs]
Den 11 januari 2009 blev Swift den första countryartisten att nå 2 miljoner nedladdade låtar med fyra olika låtar. Albumet Fearless producerade dessutom tretton topp 40-hits, vilket gjorde henne till den första artist någonsin att uppnå detta.[källa behövs]
År 2018 lämnade Swift Big Machine för Republic Records, som ägs av Universal Music Group. Under 2019 blev det offentligt att Big Machine sålt Swifts masterinspelningar till ett privat företag mot hennes vilja. Swift har sedan dess spelat in nya versioner av sina första sex album.  Återinspelningarna innehåller även tidigare outgivet material från "the vault", vilket innebär låtar som skrevs under samma period som originalalbumet men av olika anledningar inte gavs ut då. Den första återinspelningen Fearless (Taylor's Version) släpptes i april 2021 och låg etta på topplistor i både USA och Storbritannien. I november samma år kom Red (Taylor's Version). I juli 2023 släpptes Speak Now (Taylor's Version) och i oktober 2023 lanserades 1989 (Taylor's Version).
Den 21 oktober 2021 slog albumet Midnights rekord i flest antal Spotify-strömningar på ett dygn. I samband med Grammygalan 2024 berättade Swift att det nya albumet The Tortured Poets Department kommer att släppas den 19 april 2024.

## Album

### Studioalbum
| År   | Albuminformation | Listplaceringar | Listplaceringar | Listplaceringar | Listplaceringar | Listplaceringar | Certifikat                                       |
| År   | Albuminformation | SVE             | NOR             | SPA             | UK              | US              | Certifikat                                       |
| ---- | --- | --------------- | --------------- | --------------- | --------------- | --------------- | ------------------------------------------------ |
| 2006 | Taylor Swift - Släppt: 24 oktober 2006 - Skivbolag: Big Machine Records - Format: CD, digital download                                     | —               | —               | —               | 81 (3 veckor)   | 5 (284 veckor)  | - US: 7× platina - UK: Guld                      |
| 2008 | Fearless - Släppt: 11 november 2008 - Skivbolag: Big Machine Records - Format: CD, digital download                                        | 12 (12 veckor)  | 5 (19 veckor)   | 28 (21 veckor)  | 5 (64 veckor)   | 1 (261 veckor)  | - US: Diamant - UK: 2x Platina                   |
| 2010 | Speak Now - Släppt: 25 oktober 2010 - Skivbolag: Big Machine Records - Format: LP, CD, digital download                                    | 18 (2 veckor)   | 4 (13 veckor)   | 10 (6 veckor)   | 6 (25 veckor)   | 1 (193 veckor)  | - US: 6× Platina - UK: Platina                   |
| 2012 | Red - Släppt: 22 oktober 2012 - Skivbolag: Big Machine Records - Format: CD, digital download                                              | 8 (14 veckor)   | 2 (19 veckor)   | 4 (38 veckor)   | 1 (85 veckor)   | 1 (185 veckor)  | - US: 7x Platina - UK: 2x Platina - SVE: Guld    |
| 2014 | 1989 - Släppt: 27 oktober 2014 - Skivbolag: Big Machine Records - Format: CD, digital download                                             | 17 (47 veckor)  | 1 (75 veckor)   | 4 (70 veckor)   | 1 (324 veckor)  | 1 (461 veckor)  | - US: 9x Platina - UK: 5x Platina - SVE: Guld    |
| 2017 | Reputation - Släppt: 10 november 2017 - Skivbolag: Big Machine Records - Format: CD, digital download                                      | 2 (19 veckor)   | 1 (33 veckor)   | 3 (58 veckor)   | 1 (134 veckor)  | 1 (264 veckor)  | - US: 3x Platina - UK: 2x Platina - SVE: Platina |
| 2019 | Lover - Släppt: 23 augusti 2019 - Skivbolag: Republic Records - Format: CD, LP, digital download, kassett, streaming                       | 37 (6 veckor)   | 1 (24 veckor)   | 1 (146 veckor)  | 1 (199 veckor)  | 1 (216 veckor)  | - US: 3x Platinum - UK: Platinum                 |
| 2020 | Folklore - Släppt: 24 juli 2020 - Skivbolag: Republic Records - Format: CD, LP, digital download, kassett, streaming                       | 3 (26 veckor)   | 5 (19 veckor)   | 2 (154 veckor)  | 1 (168 veckor)  | 1 (168 veckor)  | - US: 2x Platina - UK: Platina                   |
| 2020 | Evermore - Släppt: 11 december 2020 - Skivbolag: Republic Records - Format: CD, LP, digital download, kassett, streaming                   | 3 (12 veckor)   | 3 (11 veckor)   | 11 (93 veckor)  | 1 (127 veckor)  | 1 (148 veckor)  | - US: Platina - UK: Platina                      |
| 2022 | Midnights - Släppt: 21 oktober 2022 - Skivbolag: Republic Records - Format: CD, LP, digital download, kassett, streaming                   | 1 (51 veckor)   | 1 (51 veckor)   | 1 (50 veckor)   | 1 (51 veckor)   | 1 (51 veckor)   | - US: 2x Platina - UK: 2x Platina                |
| 2024 | The Tortured Poets Department - Släpps: 19 april 2024 - Skivbolag: Republic Records - Format: CD, LP, digital download, kassett, streaming |                 |                 |                 |                 |                 |                                                  |

### Återinspelningar
| År   | Albuminformation | Listplaceringar | Listplaceringar | Listplaceringar | Listplaceringar | Listplaceringar | Certifikat    |
| År   | Albuminformation | SWE             | NOR             | SPA             | UK              | US              | Certifikat    |
| ---- | --- | --------------- | --------------- | --------------- | --------------- | --------------- | ------------- |
| 2021 | Fearless (Taylor's Version) - Släppt: 9 april 2021 - Skivbolag: Republic Records - Format: CD, digital download                         | 17 (1 vecka)    | –               | 3 (55 veckor)   | 1 (35 veckor)   | 1 (138 veckor)  | - UK: Guld    |
| 2021 | Red (Taylor's Version) - Släppt: 12 november 2021 - Skivbolag: Republic Records - Format: LP, CD, digital download                      | 8 (3 veckor)    | 1 (12 veckor)   | 3 (113 veckor)  | 1 (107 veckor)  | 1 (120 veckor)  | - UK: Guld    |
| 2023 | Speak Now (Taylor's Version) - Släppt: 7 juli 2023 - Skivbolag: Republic Records - Format: CD, LP, digital download, kassett, streaming | 1 (6 veckor)    | 2 (9 veckor)    | 1 (33 veckor)   | 1 (34 veckor)   | 1 (34 veckor)   | - UK: Guld    |
| 2023 | 1989 (Taylor's Version) - Släppt: 27 oktober 2023 - Skivbolag: Republic Records - Format: CD, LP, digital download, kassett, streaming  | 1 (12 veckor)   | 1 (13 veckor)   | 1 (17 veckor)   | 1 (18 veckor)   | 1 (18 veckor)   | - UK: Platina |

### Livealbum
| År   | Albuminformation | Listplaceringar | Listplaceringar | Listplaceringar | Listplaceringar | Listplaceringar | Certifikat |
| År   | Albuminformation | SWE             | NOR             | SPA             | UK              | US              | Certifikat |
| ---- | --- | --------------- | --------------- | --------------- | --------------- | --------------- | ---------- |
| 2011 | Speak Now World Tour Live - Släppt: 21 november 2011 - Skivbolag: Big Machine Records - Format: CD, DVD, digital download, blue ray                           | –               | –               | –               | –               | 11 (11 veckor)  | –          |
| 2020 | Live from Clear Channel Stripped 2008 - Släppt: 23 April 2020 - Skivbolag: Big Machine Records - Format: Digital download, streaming                          | –               | –               | –               | –               | –               | –          |
| 2020 | Lover (Live from Paris) - Släppt: 19 maj 2020 - Skivbolag: Republic Records - Format: Streaming, LP                                                           | –               | –               | –               | 90 (1 vecka)    | 58 (1 vecka)    | –          |
| 2020 | Folklore: The Long Pond Studio Sessions (From the Disney+ Special) - Släppt: 24 november 2020 - Skivbolag: Republic - Format: Digital download, streaming, LP | –               | –               | –               | 4 (1 vecka)     | 3 (1 vecka)     | –          |

## EP-skivor
| År   | Albuminformation | Listplaceringar | Listplaceringar       |
| År   | Albuminformation | US              | US Top Country Albums |
| ---- | --- | --------------- | --------------------- |
| 2007 | Sounds of the Season: The Taylor Swift Holiday Collection - Släppt: 14 oktober 2007 - Skivbolag: Big Machine Records - Format: CD, digital download | 20 (43 veckor)  | 14 (7 veckor)         |
| 2008 | Beautiful Eyes - Släppt: 15 juli 2008 - Skivbolag: Big Machine Records - Format: CD, digital download                                               | 9 (21 veckor)   | 1 (29 veckor)         |
| 2018 | Spotify Singles - Släppt: 13 april 2018 - Skivbolag: Big Machine Records - Format: Streaming                                                        |                 |                       |

## Andra samlingar
| År   | Albuminformation |
| 2008 | Live from SoHo - Släppt: 15 januari 2008 - Skivbolag: Big Machine Records - Format: Digital download exklusivt av iTunes Store. |

## Singlar
| År                                                         | Titel Album                                       | Listplaceringar | Listplaceringar | Listplaceringar | Listplaceringar | Listplaceringar | Listplaceringar | Certifikat                  |
| År                                                         | Titel Album                                       | SWE             | NOR             | GER             | UK              | US              | US Country      | Certifikat                  |
| ---------------------------------------------------------- | ------------------------------------------------- | --------------- | --------------- | --------------- | --------------- | --------------- | --------------- | --------------------------- |
| 2006                                                       | "Tim McGraw" Parachutes                           | —               | —               | —               | —               | 40              | 6               | - US: Platina               |
| 2007                                                       | "Teardrops on My Guitar" Parachutes               | —               | —               | —               | 51              | 13              | 2               | - US: 2× Platina            |
| 2007                                                       | "Our Song" Parachutes                             | —               | —               | —               | 30              | 16              | 1               | - US: 2× Platina            |
| 2008                                                       | "Picture to Burn" Parachutes                      | —               | —               | —               | —               | 28              | 3               | - US: Platina               |
| 2008                                                       | "Should've Said No" Parachutes                    | —               | —               | —               | —               | 33              | 1               | - US: Platina               |
| 2008                                                       | "Love Story" Fearless                             | 10              | 7               | 22              | 2               | 4               | 1               | - US: 5× Platina - UK: Guld |
| 2008                                                       | "White Horse" Fearless                            | —               | —               | —               | 60              | 13              | 2               | - US: Platina               |
| 2009                                                       | "You Belong with Me" Fearless                     | 47              | —               | —               | 30              | 2               | 1               | - US: 3× Platina            |
| 2009                                                       | "Fifteen" Fearless                                | —               | —               | —               | —               | 23              | 7               | - US: Platina               |
| 2010                                                       | "Fearless" Fearless                               | —               | —               | —               | —               | 9               | 10              | - US: Guld                  |
| 2010                                                       | "Mine" Speak Now                                  | 48              | —               | 57              | 30              | 3               | 2               | - US: 2× Platina            |
| 2010                                                       | "Back to December" Speak Now                      | —               | —               | —               | —               | 6               | 3               | - US: Platina               |
| 2011                                                       | "Mean" Speak Now                                  | —               | —               | —               | —               | 11              | 2               | - US: Platina               |
| 2011                                                       | "The Story of Us" Speak Now                       | —               | —               | —               | —               | 41              | —               |                             |
| 2011                                                       | "Sparks Fly" Speak Now                            | —               | —               | —               | —               | 17              | 1               | - US: Guld                  |
| 2011                                                       | "Ours" Speak Now                                  | —               | —               | —               | —               | 13              | 1               |                             |
| "Safe & Sound" (featuring The Civil Wars) The Hunger Games | —                                                 | —               | —               | 67              | 30              | —               | - US: Platina   |                             |
| 2012                                                       | "Long Live" (featuring Paula Fernandes) Speak Now | —               | —               | —               | —               | 85              | —               |                             |
| 2012                                                       | "Eyes Open" The Hunger Games                      | —               | —               | —               | 70              | 19              | 50              |                             |
| 2012                                                       | "We Are Never Ever Getting Back Together" Red     | —               | 17              | 21              | 5               | 1               | 13              |                             |
| 2012                                                       | "Ronan"                                           | —               | —               | —               | —               | 16              | —               | - US: Guld                  |
| 2012                                                       | "Begin Again" Red                                 | —               | —               | —               | 30              | 7               | —               |                             |

### Som en medverkande artist
| År                                                                     | Titel                                                             | Listplaceringar | Listplaceringar | Listplaceringar | Certifikat    | Album          |
| År                                                                     | Titel                                                             | US              | AUS             | CAN             | Certifikat    | Album          |
| ---------------------------------------------------------------------- | ----------------------------------------------------------------- | --------------- | --------------- | --------------- | ------------- | -------------- |
| 2009                                                                   | "Two Is Better Than One" (Boys Like Girls featuring Taylor Swift) | 18              | —               | 18              | - US: Platina | Love Drunk     |
| 2010                                                                   | "Half of My Heart"[D] (John Mayer featuring Taylor Swift)         | 25              | 95              | 53              | - US: Guld    | Battle Studies |
| 2012                                                                   | "Both of Us"[D] (B.o.B featuring Taylor Swift)                    | 18              | 5               | 23              | - US: Guld    | Strange Clouds |
| "—" visar att låten inte listplacerades eller släpptes i den regionen. |                                                                   |                 |                 |                 |               |                |

## PR-singlar
| År   | Titel                            | Listplaceringar | Listplaceringar | Listplaceringar | Listplaceringar | Listplaceringar | Listplaceringar | Listplaceringar | Certifikat                   | Album                      |
| År   | Titel                            | US              | US Country      | AUS             | CAN             | IRL             | NZ              | UK              | Certifikat                   | Album                      |
| ---- | -------------------------------- | --------------- | --------------- | --------------- | --------------- | --------------- | --------------- | --------------- | ---------------------------- | -------------------------- |
| 2008 | "I Heart ?"                      | —               | —               | —               | —               | —               | —               | —               |                              | Beautiful Eyes             |
| 2008 | "Change"                         | 10              | 57              | —               | —               | —               | —               | —               |                              | Fearless                   |
| 2008 | "Breathe" (feat. Colbie Caillat) | 87              | —               | —               | —               | —               | —               | —               |                              | Fearless                   |
| 2008 | "You're Not Sorry"               | 11              | —               | —               | 11              | —               | —               | —               | - US: Guld                   | Fearless                   |
| 2009 | "Crazier"                        | 17              | —               | 64              | 67              | —               | —               | 100             |                              | Hannah Montana: The Movie  |
| 2009 | "American Girl"                  | 115             | —               | —               | —               | —               | —               | —               |                              | Ingen albumlåt             |
| 2010 | "Today Was a Fairytale"          | 2               | 41              | 3               | 1               | 41              | 29              | 57              | - US: Platina - AUS: Platina | Valentine's Day Soundtrack |
| 2010 | "Speak Now"                      | 8               | 58              | 20              | 8               | —               | 34              | —               | - US: Guld                   | Speak Now                  |

## Andra listplacerade låtar
| År   | Titel                            | Listplaceringar | Listplaceringar | Listplaceringar | Listplaceringar | Certifikat    | Album                        |
| År   | Titel                            | US              | US Country      | AUS             | CAN             | Certifikat    | Album                        |
| ---- | -------------------------------- | --------------- | --------------- | --------------- | --------------- | ------------- | ---------------------------- |
| 2007 | "I'm Only Me When I'm with You"  | 115             | —               | —               | —               | - US: Guld    | Taylor Swift                 |
| 2007 | "Invisible"                      | 103             | —               | —               | —               |               | Taylor Swift                 |
| 2007 | "Last Christmas"                 | —               | 28              | —               | —               |               | Sounds of the Season         |
| 2007 | "Christmases When You Were Mine" | —               | 48              | —               | —               |               | Sounds of the Season         |
| 2007 | "Santa Baby"                     | —               | 43              | —               | —               |               | Sounds of the Season         |
| 2007 | "Silent Night"                   | —               | 54              | —               | —               |               | Sounds of the Season         |
| 2007 | "White Christmas"                | —               | 59              | —               | —               |               | Sounds of the Season         |
| 2008 | "Umbrella"                       | 104             | —               | —               | —               |               | Live from SoHo: Taylor Swift |
| 2008 | "Hey Stephen"                    | 94              | —               | —               | —               |               | Fearless                     |
| 2008 | "Tell Me Why"                    | 101             | —               | —               | —               |               | Fearless                     |
| 2008 | "The Way I Loved You"            | 72              | —               | —               | —               |               | Fearless                     |
| 2008 | "Forever & Always"               | 34              | —               | —               | 37              | - US: Platina | Fearless                     |
| 2008 | "The Best Day"                   | 103             | 56              | —               | —               |               | Fearless                     |
| 2009 | "Jump Then Fall"                 | 10              | 59              | 98              | 14              | - US: Guld    | Fearless                     |
| 2009 | "Untouchable"                    | 19              | —               | —               | 23              |               | Fearless                     |
| 2009 | "Come in with the Rain"          | 30              | —               | —               | 40              |               | Fearless                     |
| 2009 | "SuperStar"                      | 26              | —               | —               | 35              |               | Fearless                     |
| 2009 | "The Other Side of the Door"     | 22              | —               | —               | 30              |               | Fearless                     |
| 2010 | "Breathless"                     | 72              | —               | —               | 49              |               | Hope for Haiti Now           |
| 2010 | "Dear John"                      | 54              | —               | —               | 68              |               | Speak Now                    |
| 2010 | "Never Grow Up"                  | 84              | —               | —               | —               |               | Speak Now                    |
| 2010 | "Enchanted"                      | 75              | —               | —               | 95              |               | Speak Now                    |
| 2010 | "Better Than Revenge"            | 56              | —               | —               | 73              |               | Speak Now                    |
| 2010 | "Innocent"                       | 27              | —               | —               | 53              |               | Speak Now                    |
| 2010 | "Haunted"                        | 63              | —               | —               | 61              |               | Speak Now                    |
| 2010 | "Last Kiss"                      | 71              | —               | —               | 99              |               | Speak Now                    |
| 2010 | "Long Live"                      | 85              | —               | —               | —               |               | Speak Now                    |
| 2010 | "If This Was A Movie"            | 10              | —               | —               | 17              |               | Speak Now                    |
| 2010 | "Superman"                       | 26              | —               | —               | 82              |               | Speak Now                    |

## Videoalbum
| År   | Albuminformation                                                                                               | Övrigt |
| ---- | --- | --- |
| 2009 | CMT Crossroads - Släppt: 16 juni 2009 - Skivbolag: Big Machine Records - Format: DVD                           | - Amerikansk dokumentär släppt i juni 2009, exklusivt såld av Wal-Mart. DVD:n följer Taylor när hon träffar och uppträder med det engelska rockbandet Def Leppard. |
| 2011 | Taylor Swift: Journey to Fearless - Släppt: 11 oktober 2011 - Skivbolag: Shout! Factory - Format: DVD, Blu-ray | - Är ungefär 135 minuter lång. DVD:n innehåller tretton bonusframträdanden tagna från turnén Fearless Tour.                                                        |

## Musikvideor
| År   | Titel                                     | Regissör(er)              |
| ---- | ----------------------------------------- | ------------------------- |
| 2006 | "Tim McGraw"                              | Trey Fanjoy               |
| 2007 | "Teardrops on My Guitar"                  | Trey Fanjoy               |
| 2007 | "Our Song"                                | Trey Fanjoy               |
| 2008 | "I'm Only Me When I'm with You"           | Taylor Swift              |
| 2008 | "Picture to Burn"                         | Trey Fanjoy               |
| 2008 | "Beautiful Eyes"                          | Okänd                     |
| 2008 | "Change"                                  | Shawn Robbins             |
| 2008 | "Love Story"                              | Trey Fanjoy               |
| 2009 | "White Horse"                             | Trey Fanjoy               |
| 2009 | "The Best Day"                            | Taylor Swift              |
| 2009 | "You Belong with Me"                      | Roman White               |
| 2009 | "Fifteen"                                 | Roman White               |
| 2010 | "Fearless"                                | Todd Cassetty             |
| 2010 | "Mine"                                    | Roman White, Taylor Swift |
| 2011 | "Back to December"                        | Yoann Lemoine             |
| 2011 | "Mean"                                    | Declan Whitebloom         |
| 2011 | "The Story of Us"                         | Noble Jones               |
| 2011 | "Sparks Fly"                              | Christian Lamb            |
| 2011 | "Ours"                                    | Declan Whitebloom         |
| 2012 | "Safe & Sound" (featuring The Civil Wars) | Philip Andelman           |
| 2012 | "Eyes Open" (Låttextversion)              |                           |

## Andra produktioner
Följande låtar var skrivna av Taylor Swift, men inspelade av andra artister.
| År   | Titel                                   | Artist                         | Album                     |
| ---- | --------------------------------------- | ------------------------------ | ------------------------- |
| 2008 | "Best Days of Your Life"                | Kellie Pickler                 | Kellie Pickler            |
| 2009 | "You'll Always Find Your Way Back Home" | Miley Cyrus som Hannah Montana | Hannah Montana: The Movie |
| 2009 | "Bein' With My Baby"                    | Shea Fisher                    | Shea                      |